# Función suma indicatriz
En teoría de números, la función suma indicatriz {\displaystyle \Phi (n)}  es una función sumatoria de la función indicatriz de Euler definida como:
{\displaystyle \Phi (n):=\sum _{k=1}^{n}\varphi (k),\quad n\in \mathbf {N} }

## Propiedades
Usando inversión de Möbius a la función indicatriz, se obtiene
{\displaystyle \Phi (n)=\sum _{k=1}^{n}k\sum _{d\mid k}{\frac {\mu (d)}{d}}={\frac {1}{2}}\left(1+\sum _{k=1}^{n}\mu (k)\left\lfloor {\frac {n}{k}}\right\rfloor ^{2}\right)}
Φ(n) tiene la expansión asintótica
{\displaystyle \Phi (n)\sim {\frac {1}{2\zeta (2)}}n^{2}+O\left(n\log n\right),}
donde ζ(2) es la función zeta de Riemann para el valor 2.

## El sumatorio de la función indicatriz inversa
El sumatorio de la función indicatriz inversa se define como
{\displaystyle S(n):=\sum _{k=1}^{n}{\frac {1}{\varphi (k)}}}
Edmund Landau mostró en 1900 que esta función tiene el comportamiento asintótico
{\displaystyle S(n)\sim A(\gamma +\log n)+B+O\left({\frac {\log n}{n}}\right)}
donde γ es la constante de Euler-Mascheroni,
{\displaystyle A=\sum _{k=1}^{\infty }{\frac {\mu (k)^{2}}{k\varphi (k)}}={\frac {\zeta (2)\zeta (3)}{\zeta (6)}}=\prod _{p}\left(1+{\frac {1}{p(p-1)}}\right)}
y
{\displaystyle B=\sum _{k=1}^{\infty }{\frac {\mu (k)^{2}\log k}{k\,\varphi (k)}}=A\,\prod _{p}\left({\frac {\log p}{p^{2}-p+1}}\right).}
La constante A = 1.943596... es conocida a veces como constante indicatriz de Landau. La suma {\displaystyle \textstyle \sum _{k=1}^{\infty }{\frac {1}{k\varphi (k)}}} es convergente e igual a:
{\displaystyle \sum _{k=1}^{\infty }{\frac {1}{k\varphi (k)}}=\zeta (2)\prod _{p}\left(1+{\frac {1}{p^{2}(p-1)}}\right)=2.20386\ldots }
En este caso, el producto sobre los números primos en la parte derecha es una constante conocida como  constante sumatorio indicatriz, y su valor es:
{\displaystyle \prod _{p}\left(1+{\frac {1}{p^{2}(p-1)}}\right)=1.339784\ldots }